# Osmanthus armatus
Espèce
Statut de conservation UICN

 LC  : Préoccupation mineure
Osmanthus armatus est une espèce de plantes à fleurs de la famille des Oleaceae.
également connu sous le nom commun de  bois du diable ou en Chinois du nom vernaculaire 红柄木犀 (Hóng bǐng mùxī). C'est un arbuste ou un petit arbre originaire de Chine,,, en particulier de l'ouest, ou du centre et du sud-est,.
L'espèce a été introduite au Royaume-Uni via les pépinières Veitch en 1902 par Ernest Henry Wilson, qui l'a collectée lors d'un de ses voyages en Chine.

## Description
Il s'agit d'une plante ligneuse à feuilles persistantes dont la taille varie de celle d'un arbuste à celle d'un petit arbre, atteignant 2 à 5 m (8 à 15 pieds) de haut à maturité.
Bien que les jeunes feuilles soient visiblement épineuses, les épines sont souvent totalement absentes des feuilles adultes.
Des fleurs blanches apparaissent en grappes axillaires en automne,.
Osmanthus est dérivé de Grecque et signifie fleur parfumée.
Armatus signifie armé ou épineux.

## Répartition
Ce taxon se rencontre dans le pays suivant : Chine.

## Systématique
Le nom correct complet (avec auteur) de ce taxon est Osmanthus armatus Diels.
Osmanthus armatus a pour synonymes :
- Osmanthus armatus var. microcarpus J.L.Liu
- Osmanthus obtusifolius H.T.Chang